# Saarbrücke Mettlach
Die Saarbrücke Mettlach ist eine Hängebrücke über die Saar in der saarländischen Gemeinde Mettlach. Sie ist die einzige Stahlhängebrücke des Saarlandes und seit 2003 denkmalgeschützt.

## Geschichte

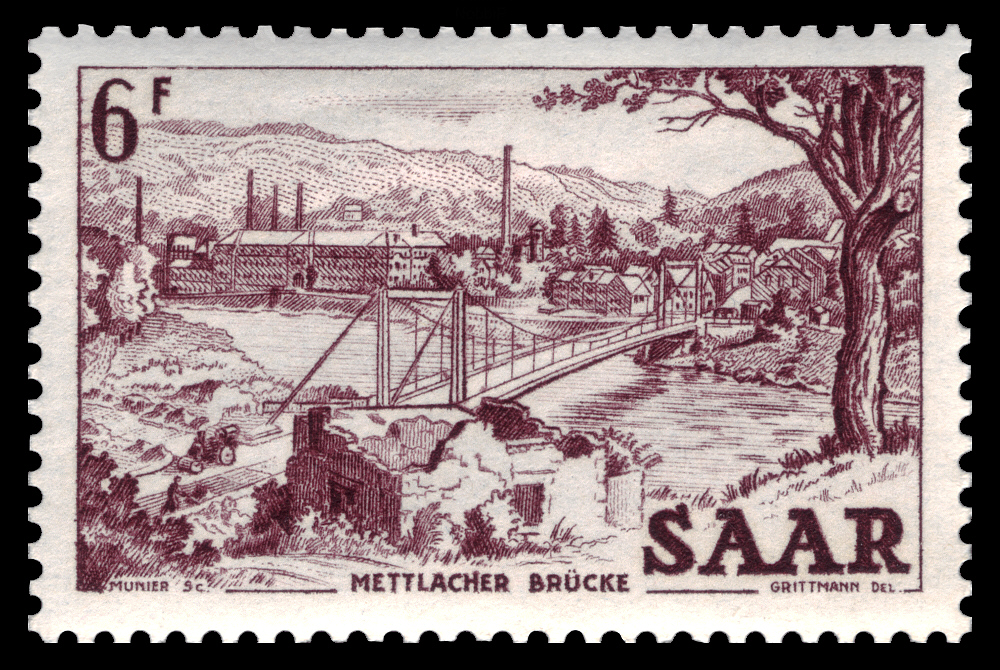
Dauermarkenserie „Ansichten aus dem Saarland“: die Mettlacher Saarbrücke

Schon im 18. Jahrhundert stand an der Stelle der heutigen Brücke eine Bogenbrücke. Auf deren Fundamenten wurde 1936 eine Stahlträgerbrücke errichtet. Nachdem diese Brücke im Zweiten Weltkrieg zerstört wurde, erbaute man 1951/1952 die Stahlhängebrücke, um die Ortsmitte mit dem Ortsteil Keuchingen zu verbinden und über die L176 an das Nordwestsaarland anzubinden. Um die künftige Schiffbarmachung der Saar zu ermöglichen, musste die neue Brücke ohne Stütze auskommen. Es wurden erhöhte Brückenrampen geschaffen und der bestehende Stützpfeiler in der Flussmitte abgebrochen. Die Stahlkonstruktion wurde 1951 von der Firma Stahlbau Seibert gefertigt und 1952 durch die Firma Jager KG eingerichtet.
Die Brücke wurde 1988/1989 und 2012 bis 2013 umfassend saniert.

## Architektur
Die Brücke besitzt eine auf einer Stahlkonstruktion aufliegende Asphaltbeton-Fahrbahn und zwei 1,75 m breite Fußgängerwege seitlich der Ausleger. Die Tragseile bestehen aus sieben verschlossenen Einzelkabeln in Form eines Sechsecks. Diese lagern auf den Pylonen in Kabelsätteln. Die achtsträngigen Rückhaltekabel enden dann in teils oberirdischen Ankerblöcken mit Quarzit-Verblendung. Seit der Sanierung in den 1980er Jahren besitzt die Brücke am Widerlager Mettlach Stoßdämpfer. Das für die Tragwerkssanierung und Instandsetzung in den 2010er Jahren verantwortliche Ingenieurbüro Eiffel Deutschland Stahltechnologie GmbH wurde mit dem Ulrich Finsterwalder Ingenieurpreis 2015 ausgezeichnet.
Schon seit März 2021 ist die Hängebrücke für Schwerlastverkehr gesperrt. Grund sind Unregelmäßigkeiten im Tragwerk. Die Saarbrücke muss statisch neu berechnet werden.